# Hạnh Thúy
Ngô Phạm Hạnh Thúy, thường được biết đến với nghệ danh Hạnh Thúy (sinh ngày 26 tháng 11 năm 1976), là một nữ diễn viên, nhà biên kịch và đạo diễn sân khấu người Việt Nam.

## Tiểu sử và sự nghiệp
Hạnh Thúy sinh ra tại Bến Tre trong một gia đình có bốn anh chị em.
Cô từng học diễn viên ở trường Nghệ thuật Sân khấu II, khoa diễn viên cùng lớp với Thuý Nga, Việt Hương, Cao Minh Đạt, Tiết Cương… do Nghệ sĩ Minh Nhí chủ nhiệm. Sau đó hoàn thành khoá đạo diễn sân khấu ở trường Cao đẳng Sân khấu Điện ảnh TP HCM với tấm bằng tốt nghiệp loại giỏi.
Từ đó, Hạnh Thuý tham gia ở các vai trò diễn viên, đạo diễn, tác giả cộng tác cùng các đơn vị: Nhà hát kịch Sân khấu nhỏ, sân khấu Hoàng Thái Thanh, sân khấu kịch Hồng Vân, sân khấu Hồng Hạc, các chương trình sân khấu của đài truyền hình thành phố Hồ Chí Minh-HTV và tham gia nhiều vai diễn trong nhiều bộ phim truyền hình, điện ảnh của Việt Nam.
Cô từng đoạt giải "Nữ diễn viên phụ xuất sắc" trong phim điện ảnh Sống trong sợ hãi của đạo diễn Bùi Thạc Chuyên. Sau đó vở kịch Dòng nhớ - đạo diễn, tác giả Hạnh Thúy - (phóng tác từ truyện ngắn cùng tên của tác giả Nguyễn Ngọc Tư) lại đoạt 7 giải thưởng trong đó có giải "Đạo diễn xuất sắc" và giải Bạc co tác phẩm mang lại thành công ban đầu trong sự nghiệp đạo diễn. Vở diễn Dòng Nhớ cũng mang lại giải B Giải thưởng tác phẩm sân khấu năm 2009.
Hạnh Thúy cũng được biết đến là một diễn viên đa năng khi hóa thân được nhiều thể loại vai: lão, hài, chính kịch và nhiều nhân vật tính cách khác nhau ở nhiều lứa tuổi và được đánh giá cao bởi sự hết mình trong mỗi công việc. Ngoài ra cô còn là một người hoạt động xã hội khá tích cực khi tham gia khá nhiều hoạt động từ thiện và các hoạt động phong trào khác. Cô nhận danh hiệu Nghệ sĩ ưu tú trong đợt phong tặng của nhà nước năm 2015.

## Sự nghiệp sân khấu

### Diễn viên hài
| STT | Tác phẩm                      |
| --- | ----------------------------- |
| 1   | Dập mật                       |
| 2   | Công nghệ mua bán             |
| 3   | Tuyển người đẹp phường        |
| 4   | Thầy lưỡi                     |
| 5   | Chiếc kim kỳ diệu             |
| 6   | Những người lịch sự           |
| 7   | Lưu Bình - Dương Lễ thời @    |
| 8   | Lửa gần rơm lâu ngày cũng bén |
| 9   | Già dê sập bẫy                |

Và nhiều tác phẩm khác v.v...

### Diễn viên kịch
| STT | Tác phẩm                |
| --- | ----------------------- |
| 1   | Dòng nhớ                |
| 2   | Mẹ ơi                   |
| 4   | Ma khùng                |
| 5   | Hú hồn                  |
| 6   | Gái VIP                 |
| 7   | Nửa đời ngơ ngác        |
| 8   | Cô gái đến từ hôm qua   |
| 9   | Thái hậu Dương Vân Nga  |
| 10  | Quả tim máu 1           |
| 11  | Quả tim máu 2           |
| 12  | Trời trao của lạ        |
| 13  | Những giấc mơ lóng lánh |

Và nhiều tác phẩm khác v.v...

### Tác giả sân khấu
| STT | Tác phẩm              |
| --- | --------------------- |
| 1   | Dòng nhớ              |
| 2   | Hồn mai               |
| 3   | Ngoài kia là vực thẳm |
| 4   | Một mảnh đàn bà       |
| 5   | Tôi ghét đàn ông      |
| 6   | Đứa con...            |

Và một số tác phẩm khác v.v...

### Đạo diễn sân khấu
| Năm  | Tác phẩm                            |
| ---- | ----------------------------------- |
| 2009 | Dòng nhớ                            |
| 2010 | Đinh Bộ Lĩnh - Truyền thuyết cờ lau |
| 2011 | Mẹ ơi                               |
| 2011 | Gái VIP                             |
| 2012 | Ma khùng                            |
| 2016 | Cô gái đến từ hôm qua               |
| 2017 | I'm đàn bà                          |
| 2017 | Đàn ông ơi!! Anh là ai???           |

Và một số tác phẩm khác v.v...

## Sự nghiệp truyền hình, điện ảnh

### Đạo diễn phim truyền hình, chương trình truyền hình
| Năm  | Phim                    | Định dạng                |
| ---- | ----------------------- | ------------------------ |
| 2015 | Bụi trần phiêu phiêu    | Phim truyền hình         |
| 2015 | Chiếc thìa vàng         | Chương trình truyền hình |
| 2016 | Chiếc thìa vàng         | Chương trình truyền hình |
| 2020 | Giọt nước mắt muộn màng | Phim truyền hình         |

### Diễn viên truyền hình
| Năm  | Phim                              | Vai               | Kênh                     |
| ---- | --------------------------------- | ----------------- | ------------------------ |
| 1996 | Ai xuôi vạn lý                    |                   | Hãng phim giải phóng TLP |
| 1996 | Trăng không mùa                   | Liên              | Hãng phim giải phóng TLP |
| 1998 | Mẹ con Đậu Đũa                    | Thư ký            | HTV9                     |
| 2002 | Nợ đời                            | Cô Mụ             | HTV9                     |
| 2003 | Cô gái Tràpeng                    | Vai phụ           |                          |
| 2004 | Lẵng hoa tình yêu                 | Hiền              | HTV9                     |
| 2005 | Công ty thời trang                |                   | HTV9                     |
| 2006 | Ngũ quái Sài Gòn                  | Hồ Ly Cô Cô       | HTV7                     |
| 2006 | Mùi ngò gai                       | Cô giáo chủ nhiệm | HTV9                     |
| 2007 | Nữ bác sĩ                         | Bác Sĩ Quý        | HTV9                     |
| 2007 | Cái bóng bên chồng                | Trang             | HTV7                     |
| 2007 | Linh lan trắng                    | Diệu Lê           | HTV7                     |
| 2008 | Tuổi yêu                          | Mẹ Phúc           | HTV7                     |
| 2008 | Mưa thủy tinh                     | Bạch Hạc          | HTV9                     |
| 2008 | Chỗ chỉ có một người              | Bà Thoa           | HTV9                     |
| 2009 | Dòng sông định mệnh               | Tám Giỏi          | HTV9                     |
| 2009 | Vịt kêu đồng                      | Vợ Sáu Bé         | HTV9                     |
| 2009 | Dù gió có thổi                    | Bà Xuân           | HTV3                     |
| 2009 | Siêu mẫu xì trum                  | Cát Tường         | HTV9                     |
| 2009 | Thiên sứ lông bông                |                   | HTV2                     |
| 2009 | Hoa ngũ sắc                       | Cô giáo Hòa       | Let's Viet               |
| 2010 | Kinh thưa osin                    | Vợ giáo sư Nam    | HTV2                     |
| 2011 | Hai gia đình                      | Ngọc Ánh          | HTV7                     |
| 2012 | Mua láng giềng gần                | Bà Sai            | HTV7                     |
| 2012 | Tiểu thư vào bếp                  | Bà Kỳ             | SCTV14                   |
| 2012 | Hoa phù dung                      | Bà Hường          | THVL1                    |
| 2012 | Đồng quê                          | Vợ Chủ Chiếu      | HTV9                     |
| 2012 | Tay chơi miệt vườn                | Bà Thảo           | SCTV14                   |
| 2012 | Thời gian để yêu                  | Bà Thành          | HTV7                     |
| 2013 | Sông dài                          | Bà Hai Nhếch      | VTV9                     |
| 2013 | Tiệm bánh Hoàng tử bé             | Chị Hoa           | VTV9                     |
| 2013 | Hai người cha                     | Bà Sáu            | SCTV14                   |
| 2013 | Thuyền giấy                       | Bà Diệp           | HTV7                     |
| 2014 | Tiệm bánh Hoàng tử bé 2           | Chị Hoa           | VTV9                     |
| 2014 | Bí mật anh và em                  | Bà Hương          | HTV7                     |
| 2014 | Hưởng bưởi                        | Út Hương          | THVL1                    |
| 2014 | Trái tim màu xanh                 | Hạnh Nguyên       | SCTV14                   |
| 2014 | Kim chi cà pháo                   | Châu              | VTV9                     |
| 2014 | Ảo vọng                           | Bà My             | HTV7                     |
| 2014 | Hàng xóm                          | Bà May            | VTV9                     |
| 2014 | Gia đình ngũ quả (phần 1)         | Nguyễn Cầu        | THVL1                    |
| 2014 | Tình là dây oan                   | Vú Quế            | SCTV14                   |
| 2014 | Hạnh phúc của người khác          | Bà Thu            | TodayTV                  |
| 2015 | Gia đình ngũ quả (Phần 2)         | Nguyễn Cầu        | THVL1                    |
| 2015 | Nỗi buồn có mắt                   | Bà Cầm            | SCTV14                   |
| 2015 | Like tình yêu thời trang khăn rằn | Bà Thanh          | SCTV14                   |
| 2015 | Chiếc vòng ngọc huyết             | Bà Than           | VTV9                     |
| 2015 | Chuyện tình bà nội trợ            | Bà Mai            | HTV9                     |
| 2015 | Dâu trăm họ                       | Thu Sương         | SCTV14                   |
| 2015 | Trên đỉnh bình yên                |                   |                          |
| 2016 | Cười lên vợ ơi                    | Bà Hậu            | HTV7                     |
| 2016 | Hoàng hôn dịu dàng                | Bà Tám Luông      | Let’s Viet               |
| 2016 | Mãi mãi là bao lâu                | Bà Hạnh           | SCTV14                   |
| 2016 | Dã tâm thiên thần                 | Bà Lành           | HTV9                     |
| 2017 | Gia đình vô địch                  | Bà Hạnh           |                          |
| 2017 | Điều ước sao biển                 | Bà Nhung Nheo     | SCTV14                   |
| 2017 | Gió vẫn thổi từ biển              | Bà Lý             | SCTV14                   |
| 2018 | Nếu còn có ngày mai               | Bà Năm            | VTV3                     |
| 2018 | Bên kia sông                      | Lệ Hoa            | HTV9                     |
| 2018 | Ngậm ngùi                         | Bà Sương          | THVL1                    |
| 2018 | Ở đây có nắng                     | Mân               | Phim chiếu rạp           |
| 2019 | Mối tình đầu của tôi              | Kiều Xuân         | VTV3                     |
| 2019 | Bán chồng                         | Bà Tâm            | VTV3                     |
| 2019 | Nước mắt loài cỏ dại              | Bà Câm            | VTV3                     |
| 2019 | Nhà là nơi để về                  | Bà Thanh Phương   | VTV9                     |
| 2020 | Giọt máu vô hình                  | Bà Năm Hiền       | SCTV14                   |
| 2020 | Nhật ký nàng xuân                 | Út Hương          | HTV9                     |
| 2020 | Dòng đời chảy ngược               | Bà Lan            | SCTV14                   |
| 2021 | Thương con cá rô đồng             | Bà Tư Diệu        | VTV3, VTV Cần Thơ        |
| 2021 | Cây táo nở hoa                    | Bà Tuyền          | HTV2                     |
| 2022 | Gia đình hoàn mỹ                  | Diễm Diễm         | VTV9                     |
| 2022 | Nhà không bán                     |                   | Phim chiếu rạp           |
| 2022 | Vợ quan                           | Bà Thùy           | SCTV14                   |
| 2022 | Trại hoa đỏ                       |                   | K+ CINE                  |
| 2022 | Cười cùng bác Ba Phi              |                   | THVL1                    |
| 2023 | Thử thách cuộc đời                | Bà Nga            | THVL1                    |
| 2023 | Hoa vương                         | Bà Tâm            | HTV2                     |
| 2023 | Tết ở làng địa ngục               | Thị Lam           | Netflix                  |
| 2024 | Hạnh phúc bị đánh cắp             | Bà Chát           | VieON                    |

Và một số phim truyền hình khác v.v...

### Diễn viên điện ảnh
| Năm  | Phim                       | Vai                         |
| ---- | -------------------------- | --------------------------- |
| 2005 | Sống trong sợ hãi          | Ba Thuận                    |
| 2009 | Đẹp từng centimet          | Người đi đường              |
| 2014 | Cô dâu đại chiến 2         | Nhà báo                     |
| 2014 | Scandal: Hào quang trở lại | Nhà ngoại cảm               |
| 2020 | Gái già lắm chiêu          | Đặc biệt tham gia diễn xuất |
| 2020 | Trái tim quái vật          | Bà Dien                     |
| 2022 | Tro tàn rực rỡ             | Loan                        |
| 2023 | Vong nhi                   | Bà Thuận                    |
| 2023 | Quỷ cẩu                    | Bà Lài                      |
| 2024 | Cám                        | Bạch lão                    |
| 2025 | Nhà gia tiên               | Thím Hai                    |

## Giải thưởng

### Giải thưởng và đề cử
| Năm  | Giải thưởng                                         | Hạng mục                                       | Đề cử             | Kết quả   |
| ---- | --------------------------------------------------- | ---------------------------------------------- | ----------------- | --------- |
| 2007 | Liên hoan phim Việt Nam                             | Nữ diễn viên phụ xuất sắc phim truyện điện ảnh | Sống trong sợ hãi | Đoạt giải |
| 2009 | Liên hoan Sân khấu kịch nói chuyên nghiệp toàn quốc | Đạo diễn xuất sắc                              |                   | Đoạt giải |
| 2023 | Giải Cánh diều                                      | Nữ diễn viên phụ xuất sắc phim truyện điện ảnh | Tro tàn rực rỡ    | Đoạt giải |
| 2023 | Liên hoan phim Việt Nam                             | Nữ diễn viên phụ xuất sắc nhất                 | Tro tàn rực rỡ    | Đề cử     |
| 2023 | Giải thưởng Ngôi Sao Xanh                           | Nữ diễn viên phụ xuất sắc nhất                 | Tro tàn rực rỡ    | Đoạt giải |

### Danh hiệu
- Giải Đạo diễn xuất sắc năm 2009 - Tác phẩm “Dòng nhớ”
- Giải B Giải thưởng tác phẩm sân khấu năm 2009 - “Tác phẩm Dòng nhớ” (Tác giả - Đạo diễn)
- Huy chương bạc Liên hoan sân khấu Kịch nói chuyên nghiệp toàn quốc 2009 - Tác phẩm “Dòng nhớ” (Tác giả - đạo diễn)
- Giải Nữ diễn viên phụ xuất sắc - Giải thưởng Hội Điện ảnh năm 2010
- Top 3 Nữ diễn viên được yêu thích Giải thưởng HTV năm 2012, 2013, 2014
- Nghệ sĩ Ưu tú 2015
- Huân chương lao động: Vì sự nghiệp Văn hóa - Thể thao - Du lịch
- Giải thưởng tác phẩm văn học năm 2016 - Kịch Cô gái đến từ hôm qua (Đạo diễn)
- Huy chương bạc Liên hoan Sân khấu Thành phố Hồ Chí Minh Lần I 2004 vở “Những cánh hoa trinh trắng” (Đạo diễn)
- Huy chương vàng Liên hoan Sân khấu Thành phố Hồ Chí Minh Lần I 2004 vai Bà Hạnh vở “Những cánh hoa trinh trắng”

## Đời tư
Cô kết hôn với nhà điêu khắc Phan Nhất Phương và có 2 cô con gái là Phan Thúy Anh (Xí Muội) (sinh 2006) và Phan Tuệ Anh (Đậu Rồng) (sinh 2013).